# Sonidosaurus saihangaobiensis
Il sonidosauro (Sonidosaurus saihangaobiensis) è un dinosauro erbivoro appartenente ai sauropodi. Visse nel Cretaceo superiore (Maastrichtiano, circa 70 milioni di anni fa) e i suoi resti fossili sono stati ritrovati in Cina settentrionale.

## Descrizione
Lungo circa 9 metri, questo animale era relativamente piccolo per essere un sauropode. I resti noti appartengono a un esemplare adulto, e comprendono alcune vertebre (dorsali, sacrali e caudali), costole, un osso della coda (chevron) e gran parte della pelvi. Come tutti i sauropodi, doveva possedere collo e coda lunghi, un corpo voluminoso e possenti arti colonnari. 

## Classificazione
Descritto per la prima volta nel 2006, Sonidosaurus è un tipico rappresentante dei titanosauri, un gruppo di sauropodi molto diffuso nel corso del Cretaceo, i cui rappresentanti sono stati ritrovati principalmente nei continenti meridionali. Analogie sono state proposte con la famiglia dei saltasauridi, i titanosauri più evoluti, e in particolare sembra che Sonidosaurus fosse strettamente imparentato con l'enigmatico Opisthocoelicaudia, anch'esso del Cretaceo superiore dell'Asia, sulla base di caratteristiche delle vertebre. 